# Contingent Reserve Arrangement
Das Contingent Reserve Arrangement (CRA) ist eine Vereinbarung zur Gründung einer Organisation, die einen Reservefonds der BRICS-Staaten verwaltet. Zu dessen Aufgaben gehören die Förderung der Zusammenarbeit in der Währungspolitik, die Ausweitung des Handels, Kreditvergaben sowie technische Hilfe zwischen Staaten der BRICS-Gruppe. Die Vereinbarung ermöglicht über Währungs-Swaps die Bereitstellung von Liquidität.
Das CRA wurde 2014 zusammen mit seiner Schwesterorganisation, der New Development Bank (NDB), in Fortaleza beschlossen.
Den Reservefonds bilden anfangs fünf Staaten mit einem Anfangskapital von 100 Milliarden Dollar.

## Anteile der Mitgliedstaaten
Die Volksrepublik China stellt dem Reservefonds anfangs mehr als 41 Milliarden Dollar bereit, Brasilien, Russland und Indien jeweils 18 und Südafrika fünf Milliarden Dollar.

## Aufgaben und Ziele
Wenn ein Mitglied in Zahlungsschwierigkeiten gerät, kann es bei dem Reservefonds Hilfe beanspruchen.
In der 71 Punkte umfassenden 'Erklärung von Fortaleza' betonen die Gründungsstaaten, dass der Reservefonds eine Ergänzung des IWF für die besonderen Belange der BRICS-Staaten darstellt.